# Jordkulan Södra Sam

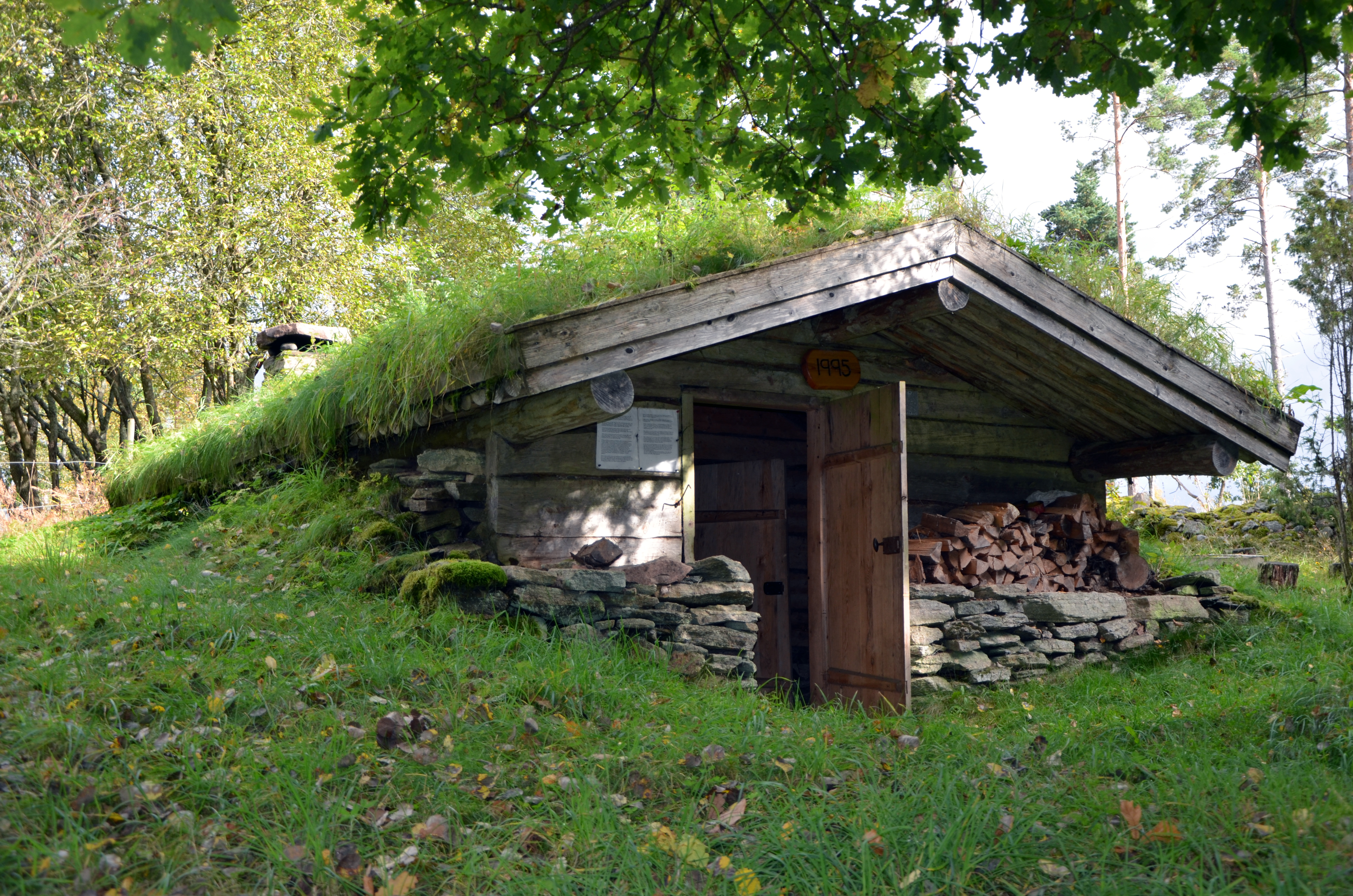
Jordkulan Södra Sam, 2011

Die  Jordkulan (Erdhöhle, Erdhügel) von Södra Sam  ist eine im  19. Jahrhundert erbaute Notunterkunft unweit des Ostufers des Sees Sämsjön in Schweden.
Das Gebäude besteht aus nur zwei Räumen, wobei  der erste ein etwa 2 m² großer fensterloser Vorraum ist.
Der Wohnraum selbst ist etwa 10 m² groß und beinhaltet heute einen Tisch mit zwei Bänken und einen gemauerten Kamin.
Das aus Steinen gefertigte Gebäude ist in einen Hügel hinein gebaut und bis auf die Frontseite sind die Wände fast vollständig mit Erde  bedeckt. Das Dach ist aus Baumstämmen gefertigt und mit Grassoden abgedeckt.
Das Gebäude wurde 1995 restauriert und ist unter der Nummer Södra Säm 116:1 vom Riksantikvarieämbetet  als  Denkmal eingetragen. Es kann über einen Fahrweg erreicht werden.
Nur wenige Meter nördlich befindet sich ein Erdkeller (Jordkällare). Dieser kann wegen starker Vegetation mit Bodenbildung vor dem Eingang nicht mehr betreten werden.

## Geschichte
Erbauer  der Hütte war Emanuel  Svensson.
Dieser hatte Annika Larsdotter 1840 geheiratet und war mit ihr und den gemeinsamen Kindern 1856 in das Haus Skogås gezogen.  Das Paar trennte sich und Emanuel  baute sich nur 75 Meter entfernt sein neues Zuhause, die Jordkulan.
Trotz Trennung und Umzug bekamen die beiden noch drei weitere gemeinsame Kinder.